# The Australian
The Australian is een Australische krant die van maandag tot en met zaterdag wordt uitgegeven op broadsheet. De eerste editie verscheen op 14 juli 1964.
De krant is in elke staat en territorium van het land te koop en kent de hoogste oplage van het land.